# هورن ۱۱۱۳۲
سیارک ۱۱۱۳۲ (به انگلیسی: 11132 Horne، نامگذاری:1996WU) یازده هزار و صد و سی و دومین سیارک کشف شده‌است که در ۱۷ نوامبر ۱۹۹۶ کشف شد.